# سفارة ألمانيا في أرمينيا
سفارة ألمانيا في أرمينيا هي أرفع تمثيل دبلوماسي لدولة ألمانيا لدى أرمينيا. تقع السفارة في يريفان وهي تهدف لتعزيز المصالح الألمانية في أرمينيا.

## وصلات خارجية
- قائمة سفارات ألمانيا
- قائمة السفارات في أرمينيا